# Motorový vůz M 130.3
Motorové vozy řady M 130.3 byly lehké motorové vozy určené pro regionální tratě ČSD. Jejich výroba probíhala v letech 1933 až 1937 v Tatře Kopřivnice. Vozy byly téměř shodné s řadou M 130.2. Jedinou změnou oproti ní byla náhrada benzínového motoru motorem naftovým. Vozům řady M 130.3 (ale i dalším řadám) se přezdívalo kvůli vyvýšenému stanovišti strojvedoucího uprostřed vozu „věžáky“.

## Konstrukce
Motorový vůz byl poháněn šestiválcovým čtyřtaktním dieselovým motorem Tatra. Výkon byl zpočátku 120 HP. V případě pozdějších dodávek byl zvýšen na 125 HP, což zároveň vedlo ke změně vnějších parametrů, jako je rozvor, hmotnost a počet sedadel. Tyto vozy jako první používaly převodovku pro změnu směru jízdy.
Stejně jako dřívější vozy vyrobené v Tatře měly vozy řady M 130.3 mechanický přenos výkonu s planetovou převodovkou.
Další zařízení vozu, jako je vytápění vozu, nebo brzdný systém, bylo shodné s předchozími modely.

## Vývoj, výroba, provoz
Vozy byly vyráběny v Tatře Kopřivnice v letech 1933–1937. Ve třech sériích bylo vyrobeno celkem 30 vozů. Základní konstrukce je obdobná jako u vozů řad M 120.3, M 120.4 a M 130.2.
Vozidla s věžovým stanovištěm strojvedoucího tvořila téměř polovinu počtu motorových železničních vozů na místních drahách ČSD. Původně byla natřena tmavě šedozeleně, případně v kombinaci s hráškově zelenou. Na základě znaleckého posudku pro bezpečnost železniční dopravy a rostoucí automobilové dopravy byl tento nátěr později změněn na tmavě červenou. Vozidla registrovaná po roce 1938 byla opatřena jednotným nátěrem podle Deutsche Reichsbahn.
Vozidla se ukázala jako úspěšná a na místních drahách se udržela v provozu až do poloviny roku 1950, kdy byla postupně nahrazována novými motorovými vozy řady M 131.1.
Vůz M 130.323 byl spolu s několika vozy řady M 130.2 v roce 1938 předán MÁV. Roku 1951 byl vyřazen z osobní dopravy a v roce 1954 přestavěn. Definitivně odstaven byl po několika letech. Odstavený v depu Istvántelék v Budapešti chátral minimálně od 90. let, avšak na podzim 2022 ho jako jediný dochovaný vůz řady M 130.3 odkoupilo Muzeum Technických Zajímavostí z Chocně, které ho na konci roku 2022 převezlo do Čáslavi.